# Скуле Бардссон
Скуле Бардссон (норв. Skule Bårdsson, 1189–1240) — король Норвегії з 1239 до 1240 року.

## Життєпис
Син Барда Гуттормсона, норвезького аристократа. Мати невідома. Був зведеним братом короля Інге III, який під час хвороби заповідав трон саме Скуле. Втім, за рішення ради біркебейнерів було вирішено передати корону Норвегії небожеві Скуле — Гокону, який у 1217 році став новим королем. З самого початку Скуле інтригував проти нового короля, спираючись на значну підтримку на півночі Норвегії та у місті Нідаросі. Проте, доки король був малолітнім, Скуле фактично керував країною з титулом ярла. Він багато зробив для зміцнення зовнішнього авторитету Норвегії та об'єднання аристократії, міщан і церкви навколо трону.
Лідери біркебейнерів декілька разів робили спроби залагодити конфлікт. У 1225 році одружили короля Гокона IV з донькою Скуле Марґарет. У 1237 році Скуле став першим герцогом (ґертугом) у Норвегії. Втім Скуле накопичував сили для протидії королю. У 1239 році він почав повстання. На тінзі у Тронделазі Скуле оголосили королем. Почалася нова громадянська війна. Прихильник Скуле отримали назву варбелгів — від типу одягу бідняків. В цьому ж році Скуле завдав поразки Гокону IV при Лаці у Наннестаді, але незабаром програв битву при Осло.
У травні 1240 року відбулася вирішальна битва між супротивниками. Скуле зазнав нищівної поразки й утік до Нідаросу, де сховався у монастирі. Але й там Скуле знайшли й убили. Зі смертю Скуле закінчився період громадянських війн у Норвегії.

## Родина
Дружина — Рагнгільд.
Діти:
- Маргарет (1208—1270) — дружина Гокона IV, короля Норвегії.